# Emilio C. Tacconi
Emilio Carlos Tacconi (Montevideo, 13 de noviembre de 1895-26 de noviembre de 1988) fue un escritor y dramaturgo uruguayo.

## Biografía
Nacido en el barrio Peñarol de Montevideo, sus padres fueron Emilio Tacconi y María Manito.
En 1920 estrenó en el Teatro Urquiza el drama El pecado ajeno.
Su composición Manos ásperas es un soneto que obtuvo amplia repercusión, traduciéndose en varios idiomas.
Integró el Círculo de Bellas Artes y la directiva de la gestora de derechos de autor AGADU.
Una institución de educación pública, el liceo 40 (ciclo básico), y otra privada a nivel primario y secundario llevan su nombre en el barrio en el que nació, Peñarol.

## Premios
- Ministerio de Instrucción Pública por Pan y estrellas (1931).
- Ministerio de Educación y Cultura por Bordón.[2]

## Obras
- El pecado ajeno (drama, 1920)
- Rocío (poesía, 1926)
- Pan y estrellas (1931)
- La rendición de Judas (1941)
- La Señorita María: estampas escolares (1947)
- Bordón (1950)
- Personajes de mi pueblo (1978)
- Veinte poemas (1978)
- Con delantal blanco (1979)
- Momentos de un andar (1985)
- Manos ásperas